# Lećevica
Lećevica – wieś w Chorwacji, w żupanii splicko-dalmatyńskiej, w gminie Lećevica. W 2011 roku liczyła 218 mieszkańców.